# Brezanóczy Pál
Brezanóczy Pál (Aknaszlatina, 1912. január 25. – Eger, 1972. február 11.) római katolikus püspök, egri érsek.

## Pályafutása
A kassai premontrei gimnáziumban érettségizett. Teológiai tanulmányait Innsbruckban végezte. 1935. július 22-én szentelték pappá. Néhány évig káplánként és tábori papként szolgált. 1938-tól Kassán volt teológiai tanár és az orsolyita gimnázium igazgatója. 1941-től püspöki titkár, 1946-tól a Kassai egyházmegye magyarországi részén általános helynök Hejcén, ahol a püspöki nyaralóban szemináriumot létesített. 1951-től káptalani helynök és a Rozsnyói egyházmegye magyarországi részének apostoli kormányzója, majd 1952-től egri ordinárius és a Szatmári egyházmegye magyarországi részének érseki helynöke volt.

### Püspöki pályafutása
Az egri érseki szék Czapik Gyula halálával 1956-ban megüresedett, de állami hozzájárulás híján betöltetlen maradt. Brezanóczy Pál ezért 1956-tól 1959-ig káptalani helynökként, majd apostoli adminisztrátorként vezette az egyházmegyét. 1964. október 28-án szentelték rotariai címzetes püspökké. Végül 1969-ben kapott egri érseki kinevezést.
1958-tól a Belügyminisztérium III/III. Csoportfőnökség Kékes Pál fedőnéven nyilvántartott ügynöke volt; Kiszely Gábor Állambiztonság című könyve szerint egyes esetekben elszabotálta a megrendelők kéréseinek teljesítését. Teológiai tanácsadóként részt vett a Második vatikáni zsinat 1962-es első ülésszakán, ahonnan szintén írt jelentést.
Része volt az állam és az egyház 1964. szeptember 15-i részleges megállapodásában, melynek előkészítésében is részt vett mint Agostino Casaroli érsek tanácsadója magyar vonatkozású kérdésekben.